# ملکه کاسوگا نو تسوبونه
ملکه کاسوگا نو تسوبونه (به ژاپنی: 女帝 春日局 じょてい かすがのつぼね)، یک فیلم درام تاریخی اکران شده در ۲۰ ژانویه ۱۹۹۰. تولید شده توسط توئی کیوتو استودیو. مدت زمان اجرا ۱۱۴ دقیقه است.
در سال ۱۹۸۹، درام NHK تایگا کاسوگا نو تسوبونه (مجموعه تلویزیونی تایگا) با بازی ریکو اوهارا چنان محبوب شد که کلمه کلیدی «او-تسونه-ساما» ابداع شد، و توئی کیوتو استودیو این فیلم را تولید کرد. با هزینه تولید ۱ میلیارد ین، یک بازتولید کامل از اواوکو قلعه ادو بر اساس مواد آن زمان ساخته شد.